# Województwo warszawskie (1944–1975)

Województwo w latach 1946–1950

Województwo warszawskie – jednostka administracyjna Polskiej Rzeczypospolitej Ludowej istniejąca w latach 1945–1975 ze stolicą w Warszawie, która stanowiła osobną jednostkę stopnia wojewódzkiego. Powstała poprzez reaktywację 22 sierpnia 1944 r. Dekretem Polskiego Komitetu Wyzwolenia Narodowego z dnia 21 sierpnia 1944 r. o trybie powołania władz administracji ogólnej I i II instancji przedwojennego województwa warszawskiego. W 1973 r. województwo liczyło 28 powiatów ziemskich i 5 grodzkich.

## Zmiany administracyjne
- 18 sierpnia 1945 r. z województwa warszawskiego wyłączono powiat łomżyński do województwa białostockiego[2].
- 12 marca 1948 r. zniesiono powiat błoński, a z jego obszaru utworzono powiat grodziskomazowiecki[3].
- 1 stycznia 1949 r. do województwa warszawskiego przyłączono powiat siedlecki i powiat miejski Siedlce z województwa lubelskiego[4].
- 1 lipca 1952 r. zniesiono powiat warszawski i utworzono powiaty: piaseczyński, pruszkowski, nowodworski i miejsko-uzdrowiskowy Otwock[5].
- 1 stycznia 1956 r. utworzono powiaty: łosicki, rycki, wyszkowski i żuromiński[6].
- 1 stycznia 1958 r. zniesiono powiat miejsko-uzdrowiskowy Otwock oraz utworzono powiat otwocki i powiat miejski Otwock[7].

## Ludność
| Data                         | Liczba mieszkańców | Liczba mieszkańców | Liczba mieszkańców  |
| Data                         | ogółem             | miejska (%)        | wiejska (%)         |
| ---------------------------- | ------------------ | ------------------ | ------------------- |
| 14 II 1946 (spis sumaryczny) | 2 114 415          | 360 585 (17,05%)   | 1 753 830 (82,95%)  |
| 3 XII 1950 (spis powszechny) | 2 042 425          | 420 334 (20,58%)   | 1 622 091 (79,42%)  |
| 31 XII 1956                  | 2278 tys.          | 609 tys. (26,7%)   | 1669 tys. (73,3%)   |
| 1959                         | 2353,7 tys.        | b.d. (31%)         | b.d. (69%)          |
| 6 XII 1960 (spis powszechny) | 2 314 930          | 728 061 (31,45%)   | 1 586 869 (68,55%)  |
| 1962                         | 2392,2 tys.        | b.d. (32%)         | b.d. (68%)          |
| 31 XII 1963                  | 2416 tys.          | 777 tys. (32,2%)   | 1639 tys. (67,8%)   |
| 31 XII 1965                  | 2453 tys.          | b.d.               | b.d.                |
| 1967                         | 2482,6 tys.        | b.d.               | b.d.                |
| 31 XII 1968                  | 2544 tys.          | 866 tys. (34%)     | 1678 tys. (66%)     |
| 8 XII 1970 (spis powszechny) | 2 517 940          | 896 226 (35,59%)   | 1 621 714 (64,41%)  |
| 31 XII 1971                  | 2522,8 tys.        | 905 tys. (35,9%)   | 1617,8 tys. (64,1%) |
| 31 XII 1972                  | 2537,3 tys.        | 923,3 tys. (36,4%) | 1614 tys. (63,6%)   |
| 31 XII 1973                  | 2542 tys.          | 947 tys. (37,3%)   | 1595 tys. (62,7%)   |
| 31 XII 1974                  | 2558 tys.          | 968 tys. (37,8%)   | 1590 tys. (62,2%)   |

## Podział administracyjny

### 1946
| Powiat       | Powierzchnia (km²) | Liczba ludności 14 II 1946 | Liczba ludności 14 II 1946 |
| Powiat       | Powierzchnia (km²) | ogółem                     | na km²                     |
| ------------ | ------------------ | -------------------------- | -------------------------- |
| błoński      | 1074               | 138 885                    | 129                        |
| ciechanowski | 1209               | 75 072                     | 62                         |
| działdowski  | 842                | 40 639                     | 48                         |
| garwoliński  | 2044               | 158 348                    | 77                         |
| gostyniński  | 1147               | 73 157                     | 64                         |
| grójecki     | 1699               | 122 539                    | 72                         |
| makowski     | 1136               | 48 728                     | 43                         |
| miński       | 1228               | 98 358                     | 80                         |
| mławski      | 1486               | 94 390                     | 64                         |
| ostrołęcki   | 2281               | 103 537                    | 45                         |
| ostrowski    | 1467               | 89 109                     | 61                         |
| płocki       | 1485               | 121 528                    | 82                         |
| płoński      | 1289               | 79 633                     | 62                         |
| przasnyski   | 1410               | 63 744                     | 45                         |
| pułtuski     | 1527               | 93 099                     | 61                         |
| radzymiński  | 1076               | 79 659                     | 74                         |
| sierpecki    | 1204               | 80 378                     | 67                         |
| sochaczewski | 1052               | 72 246                     | 69                         |
| sokołowski   | 1276               | 75 599                     | 59                         |
| warszawski   | 1766               | 326 768                    | 185                        |
| węgrowski    | 1301               | 79 004                     | 61                         |

### 1973
Źródło:
| Powiat              | Powierzchnia (km²) | Liczba ludności 31 XII 1972 | Liczba ludności 31 XII 1972 | Miasta | Miasta                                            | Gminy | Siedziba             |
| Powiat              | Powierzchnia (km²) | ogółem (tys.)               | na km²                      | ogółem | w tym posiadające wspólną radę narodową z gminami | Gminy | Siedziba             |
| ------------------- | ------------------ | --------------------------- | --------------------------- | ------ | ------------------------------------------------- | ----- | -------------------- |
| ciechanowski        | 1226               | 84,5                        | 69                          | 1      | 0                                                 | 10    | Ciechanów            |
| garwoliński         | 1111               | 88                          | 79                          | 3      | 2                                                 | 11    | Garwolin             |
| gostyniński         | 1118               | 72,1                        | 64                          | 2      | 1                                                 | 9     | Gostynin             |
| grodziskomazowiecki | 736                | 91,6                        | 124                         | 3      | 1                                                 | 7     | Grodzisk Mazowiecki  |
| grójecki            | 1224               | 92,3                        | 75                          | 3      | 1                                                 | 10    | Grójec               |
| łosicki             | 1033               | 47                          | 46                          | 1      | 1                                                 | 8     | Łosice               |
| makowski            | 1064               | 50,8                        | 48                          | 2      | 1                                                 | 8     | Maków Mazowiecki     |
| miński              | 1116               | 104,4                       | 94                          | 2      | 1                                                 | 11    | Mińsk Mazowiecki     |
| mławski             | 993                | 68,1                        | 69                          | 1      | 0                                                 | 9     | Mława                |
| nowodworski         | 896                | 109,1                       | 122                         | 4      | 2                                                 | 9     | Nowy Dwór Mazowiecki |
| ostrołęcki          | 1670               | 91,6                        | 55                          | 1      | 0                                                 | 9     | Ostrołęka            |
| ostrowski           | 1218               | 75,1                        | 62                          | 2      | 0                                                 | 9     | Ostrów Mazowiecka    |
| Otwock (miejski)    | 47                 | 40,8                        | 865                         | 1      | nd.                                               | nd.   | Otwock               |
| otwocki             | 640                | 88                          | 138                         | 4      | 1                                                 | 6     | Otwock               |
| piaseczyński        | 546                | 101                         | 185                         | 3      | 0                                                 | 6     | Piaseczno            |
| Płock (miejski)     | 52                 | 77,3                        | 1489                        | 1      | nd.                                               | 0     | Płock                |
| płocki              | 1331               | 89,9                        | 68                          | 1      | 1                                                 | 11    | Płock                |
| płoński             | 1262               | 81,1                        | 64                          | 1      | 0                                                 | 10    | Płońsk               |
| pruszkowski         | 613                | 147,8                       | 241                         | 6      | 1                                                 | 7     | Pruszków             |
| Pruszków (miejski)  | 19                 | 44,5                        | 2339                        | 1      | nd.                                               | nd.   | Pruszków             |
| przasnyski          | 1404               | 64,4                        | 46                          | 2      | 1                                                 | 8     | Przasnysz            |
| pułtuski            | 1014               | 66,3                        | 65                          | 2      | 0                                                 | 8     | Pułtusk              |
| rycki               | 774                | 66,5                        | 86                          | 2      | 0                                                 | 6     | Ryki                 |
| Siedlce (miejski)   | 32                 | 40,6                        | 1274                        | 1      | nd.                                               | nd.   | Siedlce              |
| siedlecki           | 1352               | 74,2                        | 55                          | 1      | 1                                                 | 10    | Siedlce              |
| sierpecki           | 1164               | 73,4                        | 63                          | 2      | 1                                                 | 8     | Sierpc               |
| sochaczewski        | 819                | 80,3                        | 98                          | 2      | 0                                                 | 8     | Sochaczew            |
| sokołowski          | 1130               | 61,7                        | 55                          | 1      | 0                                                 | 8     | Sokołów Podlaski     |
| węgrowski           | 1223               | 73                          | 60                          | 2      | 0                                                 | 8     | Węgrów               |
| wołomiński          | 1078               | 167,5                       | 155                         | 7      | 1                                                 | 9     | Wołomin              |
| wyszkowski          | 788                | 53                          | 67                          | 1      | 0                                                 | 5     | Wyszków              |
| żuromiński          | 720                | 37,9                        | 53                          | 1      | 1                                                 | 6     | Żuromin              |
| Żyrardów (miejski)  | 11                 | 33,5                        | 2986                        | 1      | nd.                                               | nd.   | Żyrardów             |

W wyniku reformy administracyjnej tereny dotychczasowego województwa warszawskiego weszły w skład nowo utworzonych województw białostockiego, ciechanowskiego, lubelskiego, łomżyńskiego, ostrołęckiego, płockiego, radomskiego, siedleckiego, skierniewickiego i stołecznego warszawskiego